# Blagoje Bersa
Blagoje Bersa (opr. Benito Bersa) (født 21. december 1873 i Dubrovnik - død 1. januar 1934 i Zagreb, Kroatien) var en betydelig kroatisk komponist, pianist og lærer.
Bersa studerede komposition på Musikkonservatoriet i Zagreb hos Ivan Zajc, og på Musikkonservatoriet i Wien. Han har skrevet en symfoni, orkesterværker, symfoniske digtninge, operaer, og klaverstykker. Bersa vendte tilbage til Kroatien, og blev lærer i komposition på Musikkonservatoriet i Zagreb, en stilling han havde til sin død i 1934.

## Udvalgte værker
- "Tragisk" Symfoni i C-mol "Fire minder fra mit liv" (1898-1902) - for orkester
- "Hamlet" (1897) (Symfonisk digtning) - for orkester
- "Povero Tonin" (18?) (Elegi) - for violin og klaver
- "Udseende og solrige felter" (1919) - for orkester